# Bomborokuy
Bomborokuy è un dipartimento del Burkina Faso classificato come comune, situato nella provincia  di Kossi, facente parte della Regione di Boucle du Mouhoun.
Il dipartimento si compone del capoluogo e di altri 15 villaggi: Banakoro, Bogo, Borekuy, Danekuy, Gombèlé, Komonkuy, Mariasso, Niankouini, Sadigan, Sako, Souankuy, Tirakuy, Yabana, Yallo e Yevedougou.